# Siergiej Antonow (biathlonista)
Siergiej Wasiljewicz Antonow (ros. Сергей Васильевич Антонов; ur. ok. 1964) – rosyjski biathlonista reprezentujący ZSRR, trzykrotny medalista mistrzostw świata juniorów. Pierwsze sukcesy osiągnął w 1984 roku, zdobywając trzy medale na MŚJ w Chamonix. Był tam najlepszy w sprincie i sztafecie, a w biegu indywidualnym zajął drugie miejsce. W 1986 roku wystąpił podczas mistrzostw świata w Oslo, gdzie zajął 24. miejsce w biegu indywidualnym. Był to jego jedyny start na imprezie tej rangi. W Pucharze Świata zadebiutował w sezonie 1983/1984. W zawodach tego cyklu siedem razy stawał na podium, w tym dwukrotnie zwyciężał: 1 marca 1985 roku w Lahti i 23 stycznia 1986 roku w Feistritz był najlepszy w biegu indywidualnym. W klasyfikacji generalnej sezonu 1985/1986 zajął ostatecznie ósmą pozycję. Nigdy nie wystartował na igrzyskach olimpijskich.

## Osiągnięcia

### Mistrzostwa świata
| Rok  | Miejscowość | Konkurencje | Konkurencje | Konkurencje | Konkurencje | Konkurencje | Konkurencje | Konkurencje |
| Rok  | Miejscowość | IN          | SP          | PU          | MS          | RL          | MR          | SR          |
| ---- | ----------- | ----------- | ----------- | ----------- | ----------- | ----------- | ----------- | ----------- |
| 1986 | Oslo        | 24.         | –           | nd.         | nd.         | –           | nd.         | –           |

### Puchar Świata

#### Miejsca w klasyfikacji generalnej
| Sezon     | Miejsce |
| --------- | ------- |
| 1984/1985 | 10.     |
| 1985/1986 | 8.      |
| 1986/1987 | 10.     |
| 1987/1988 | 33.     |

#### Miejsca na podium chronologicznie
| Lp. | Dzień       | Rok  | Miejscowość | Konkurencja                | Lokata | Pudła   | Czas biegu | Strata  | Zwycięzca           |
| --- | ----------- | ---- | ----------- | -------------------------- | ------ | ------- | ---------- | ------- | ------------------- |
| 1.  | 1 marca     | 1985 | Lahti       | Bieg indywidualny na 20 km | 1.     | 0+1+0+0 | 1:18:16,9  | –       | –                   |
| 2.  | 9 marca     | 1985 | Oslo        | Sprint na 10 km            | 2.     | 0+0     | 29:51,4    | +16,6   | Frank-Peter Roetsch |
| 3.  | 16 stycznia | 1986 | Anterselva  | Bieg indywidualny na 20 km | 3.     | 0+1+0+1 | 1:03:19,8  | +1:29,6 | Walerij Miedwiedcew |
| 4.  | 23 stycznia | 1986 | Feistritz   | Bieg indywidualny na 20 km | 1.     | 0+0+0+0 | 52:31,4    | –       | –                   |
| 5.  | 15 marca    | 1986 | Boden       | Sprint na 10 km            | 2.     | 0+0     | 30:52,2    | +5,8    | Matthias Jacob      |
| 6.  | 11 marca    | 1988 | Oslo        | Bieg indywidualny na 20 km | 2.     | 0+0+0+0 | 58:22,8    | +1,2    | Gisle Fenne         |
| 7.  | 17 marca    | 1988 | Jyväskylä   | Bieg indywidualny na 20 km | 2.     | 0+0+0+0 | 58:02,4    | +35,1   | Eirik Kvalfoss      |